# Susan Penhaligon
Susan Penhaligon, född 3 juli 1949 i Manila, Filippinerna, är en brittisk skådespelerska.

## Rollista i urval
- 1971 – Private road
- 1972 – Doctor Who (TV-serie) (2 avsnitt)
- 1973 – Inget sex – vi är ju engelsmän!
- 1974 – Det djävulska landet
- 1976 – Fan tro't
- 1977 – På blodig mark
- 1978 – Helgonet återvänder (TV-serie) (1 avsnitt)
- 1981–1984 – Just en snygg historia (TV-serie) (23 avsnitt)
- 1984 – Remington Steele (TV-serie) (1 avsnitt)
- 2002 – Ett fall för Frost (TV-serie) (2 avsnitt)
- 2006 – Hem till gården (TV-serie) (24 avsnitt)